# 沙爾湖 (德國)
53°35′25″N 10°54′52″E / 53.59028°N 10.91444°E

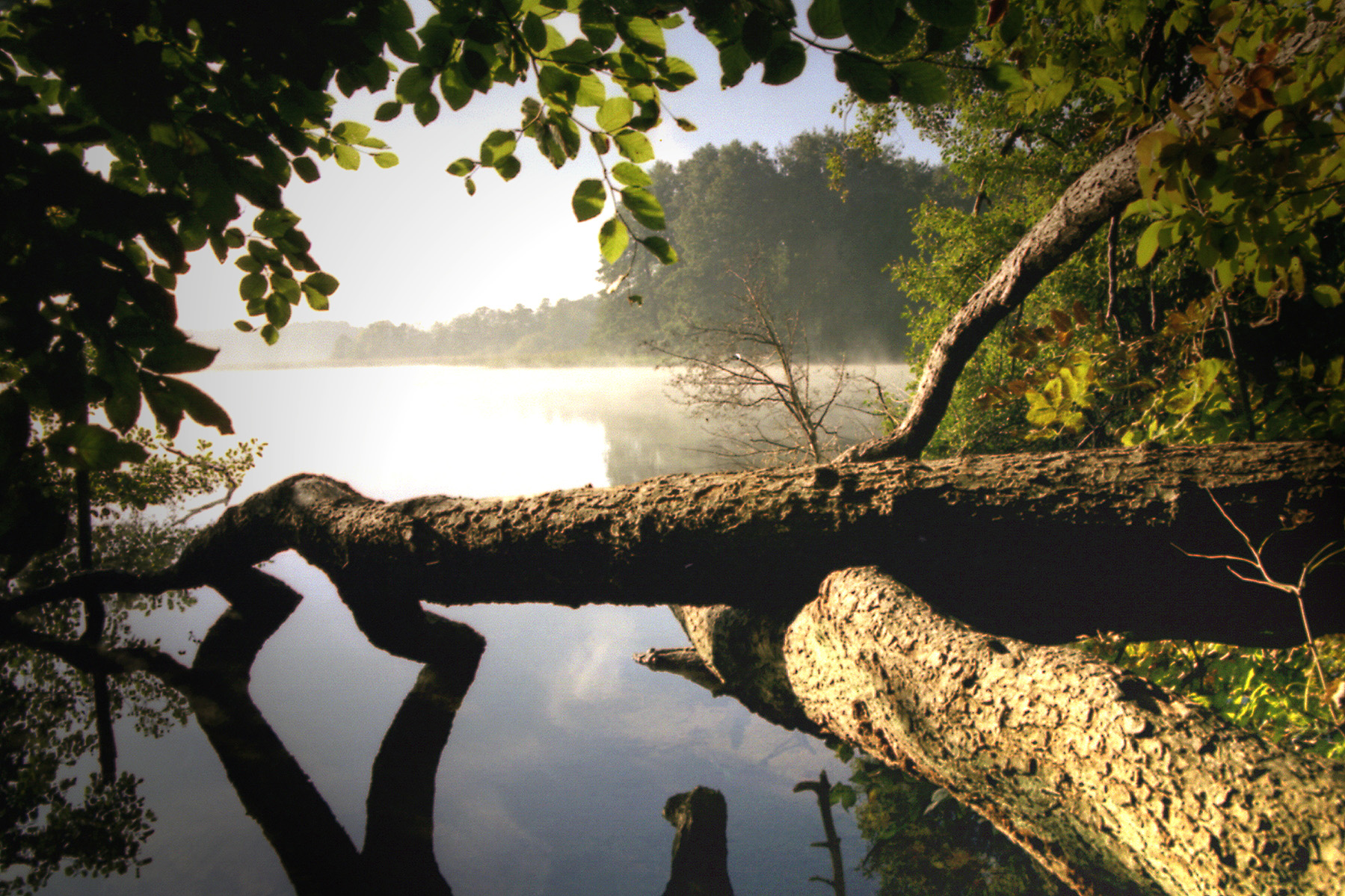

沙爾湖（德語：Schaalsee）是德國的湖泊，位於石勒苏益格-荷尔斯泰因州和梅克伦堡-前波美拉尼亚州之間的交界線，面積23.5平方公里，集水區面積180平方公里，海拔高度35米，平均水深17米，最大水深71.5米，蓄水量3,910億立方米。

## 外部連結
- Schaalsee （页面存档备份，存于） （德文）
- Biosphärenreservat Schaalsee （页面存档备份，存于） （德文）
- Agroforstprojekt am Schaalsee